# Confinarea culorii

Forța de culoare favorizează confinarea deoarece, la o anumită distanță, este energetic mai avantajos să se creeze o pereche quarc-antiquarc decât să se continue alungirea tubului de flux de culoare. Acest lucru este analog comportamentului unui elastic întins.

O animație a confinării culorii. Dacă se furnizează energie quarcurilor, așa cum este arătat, tubul gluonic se alungește până când ajunge la un punct în care „se rupe” și formează o pereche quarc-antiquarc. Astfel, quarcurile nu sunt niciodată observate în izolare.

În cromodinamica cuantică (QCD), confinarea culorii, adesea numită simplu confinare, este fenomenul prin care particulele cu sarcină de culoare (cum ar fi quarcurile și gluonii) nu pot fi izolate și, prin urmare, nu pot fi observate direct în condiții normale, sub temperatura Hagedorn de aproximativ 2 terakelvin (corespunzând energiilor de aproximativ 130–140 MeV pe particulă). Quarcurile și gluonii trebuie să se grupeze pentru a forma hadroni. Cele două tipuri principale de hadroni sunt mezonii (un quarc, un antiquarc) și barionii (trei quarcuri). În plus, glueball-urile incolore, formate doar din gluoni, sunt de asemenea consistente cu fenomenul de confinare, deși sunt dificile de identificat experimental. Quarcurile și gluonii nu pot fi separați de hadronul lor părinte fără a produce hadroni noi.

## Origine
Nu există încă o dovadă analitică a confinării culorii în nicio teorie gauge non-abeliană. Fenomenul poate fi înțeles calitativ observând că gluonii, care poartă forța în QCD, au sarcină de culoare, spre deosebire de fotonii din electrodinamica cuantică (QED). În timp ce câmpul electric dintre particulele încărcate electric scade rapid pe măsură ce aceste particule sunt separate, câmpul gluonic dintre o pereche de sarcini de culoare formează un tub de flux îngust (sau o „coardă”) între ele. Datorită acestui comportament al câmpului gluonic, forța tare dintre particule rămâne constantă, indiferent de separarea lor.
Prin urmare, pe măsură ce două sarcini de culoare sunt separate, la un moment dat devine energetic mai favorabil să apară o nouă pereche quarc-antiquarc decât să se extindă tubul în continuare. Ca rezultat, atunci când quarcurile sunt produse în acceleratoarele de particule, în loc să observe quarcurile individuale în detectoare, oamenii de știință văd „jeturi” de multe particule neutre de culoare (mezoni și barioni), grupate împreună. Acest proces se numește hadronizare, fragmentare sau ruperea coardelor.
Faza de confinare este de obicei definită de comportamentul acțiunii buclei Wilson, care este pur și simplu calea în spațiu-timp parcursă de o pereche quarc-antiquarc creată într-un punct și anihilată într-un alt punct. Într-o teorie neconfinată, acțiunea unei astfel de bucle este proporțională cu perimetrul său. Cu toate acestea, într-o teorie de confinare, acțiunea buclei este proporțională cu aria sa. Deoarece aria este proporțională cu separarea perechii quarc-antiquarc, quarcurile libere sunt suprimate. Mezonii sunt permiși într-o astfel de imagine, deoarece o buclă care conține o altă buclă cu orientare opusă are doar o mică suprafață între cele două bucle. La temperaturi diferite de zero, operatorul de ordine pentru confinare este reprezentat de versiunile termice ale buclelor Wilson, cunoscute sub numele de bucle Polyakov.

## Scara de confinare
Scara de confinare sau scara QCD este scara la care constanta de cuplaj tare definită perturbativ diverge. Acest lucru este cunoscut sub numele de polul Landau. Definiția și valoarea scalei de confinare depind, așadar, de schema de renormalizare utilizată. De exemplu, în schema MS-bar și la 4 bucle în dependența de energie a constantei de cuplaj {\displaystyle \alpha _{s}}, valoarea medie globală pentru cele 3 arome este dată de:
{\displaystyle \Lambda _{\overline {MS}}^{(3)}=(332\pm 17)\,{\rm {{MeV}\,.}}}
Când ecuația grupului de renormalizare este rezolvată exact, scara nu este definită deloc. Prin urmare, este obișnuit să se citeze valoarea constantei de cuplaj tare la o scară de referință particulară.
Uneori se crede că singura origine a confinării este valoarea foarte mare a cuplajului tare aproape de polul Landau. Acest lucru este uneori denumit sclavie în infraroșu (un termen ales pentru a contrasta cu libertatea ultravioletă). Cu toate acestea, este incorect, deoarece în QCD polul Landau este nefizic, ceea ce poate fi observat prin faptul că poziția sa la scara de confinare depinde în mare măsură de schema de renormalizare aleasă, adică de o convenție. Majoritatea dovezilor indică un cuplaj moderat de mare, de obicei cu valori între 1 și 3, în funcție de alegerea schemei de renormalizare. Spre deosebire de mecanismul simplu, dar eronat, al sclaviei în infraroșu, un cuplaj mare este doar un ingredient pentru confinarea culorii, celălalt fiind că gluonii sunt încărcați cu culoare și, prin urmare, se pot prăbuși în tuburi gluonice.

## Modele care prezintă confinare
Pe lângă QCD în spațiu-timp cvadridimensional, modelul Schwinger bidimensional prezintă, de asemenea, confinare. Teoriile gauge abeliene compacte prezintă, de asemenea, confinare în spațiu-timp bidimensional și tridimensional. Confinarea a fost găsită și în excitațiile elementare ale sistemelor magnetice numite spinoni⁠(d).
Dacă scara de rupere a simetriei electroslabe ar fi fost mai mică, interacțiunea SU(2) neruptă ar deveni în cele din urmă confinată. Modelele alternative în care SU(2) devine confinată deasupra acestei scale sunt cantitativ similare cu modelul standard la energii mai mici, dar diferă dramatic deasupra ruperii simetriei.

## Modele de quarcuri complet ecranate
Pe lângă ideea de confinare a quarcurilor, există o posibilitate potențială ca sarcina de culoare a quarcurilor să fie complet ecranată de culoarea gluonică care înconjoară quarc. S-au găsit soluții exacte ale teoriei clasice Yang–Mills SU(3) care oferă o ecranare completă (prin câmpuri gluonice) a sarcinii de culoare a unui quarc. Cu toate acestea, astfel de soluții clasice nu iau în considerare proprietățile nebanale ale vidului QCD. Prin urmare, semnificația unor astfel de soluții de ecranare gluonică completă pentru un quarc separat nu este clară.